# Veenmollen
Veenmollen (Gryllotalpidae) zijn een familie van insecten die behoren tot de orde rechtvleugeligen (Orthoptera). Ze behoren tot de subgroep langsprietigen (Ensifera). Een bekende soort is de veenmol (Gryllotalpa gryllotalpa).

## Kenmerken
Veenmollen zijn forse krekelachtigen met een korte fluwelige beharing. Ze worden 2 tot 4,5 centimeter lang en hebben verbrede, getande voorpoten, geschikt om mee te graven. In tegenstelling tot de meeste krekelachtigen ontbreekt een legbuis. Ze hebben een kleine kop en een vast borststuk dat beschermd wordt door een schild. De kleur van de veenmollen varieert van bruin, roodbruin en geelachtig.

## Leefwijze
Veenmollen zijn apart gebouwde krekels die meestal ondergronds leven, maar soms ook in grotten voorkomen. Zowel de nimfen als de imagines doen zich tegoed aan plantendelen en kleine prooidieren. Overdag eten ze ondergronds, 's nachts bovengronds. De mannetjes maken speciale holletjes die hun zanggeluiden versterken. Het geluid kan tot op 1,5 kilometer afstand worden gehoord. Veenmollen zijn eveneens goede zwemmers.

### Voortplanting
De vrouwtjes graven nestkamers om er hun eieren in te leggen.

## Verspreiding en leefgebied
Ze hebben een wereldwijde verspreiding en komt onder andere voor in Europa, Noord-Afrika, Azië en Noord-Amerika, maar zijn zeldzaam in sommige streken. Ze leven gravend in vochtige aarde langs beken, plassen en meren. Ze komen ook voor in vochtige weilanden, veengrond en percelen en tuinen die grenzen aan sloten.
De tuinders op het kleinste poldertje van de Piestpolders worden al meer dan 60 jaar geplaagd door veenmollen, Gryllotalpa gryllotalpa.